# Helianthemum croceum
Helianthemum croceum är en solvändeväxtart. Helianthemum croceum ingår i släktet solvändor, och familjen solvändeväxter.

## Underarter
Arten delas in i följande underarter:
- H. c. croceum
- H. c. stoechadifolium
- H. c. suffruticosum

## Bildgalleri

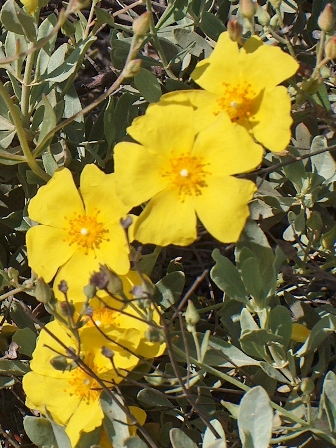
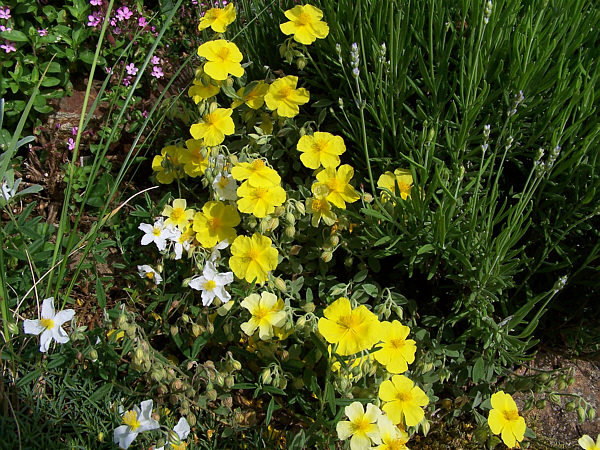